# 二號勞雷爾鎮區 (北卡羅萊納州麥迪遜縣)
二號勞雷爾鎮區（英語：Township 2, Laurel）是位於美國北卡羅萊納州麥迪遜縣的一個鎮區。

## 地方資料
二號勞雷爾鎮區的面積為191.90平方千米，皆為陸地。根據2020年美國人口普查的數據，當地共有人口1241人，而人口密度為每平方千米6.47人。